# Motobécane AV75, AV76, AV78 et AV79
Les Motobécane AV75, AV76, AV78 et AV79 sont une gamme de cyclomoteurs  qui est le point de départ de la famille des "bleues" dont la plus connue est la 88.
Lancée en 1956 par Motobécane et produite dans ses ateliers de Pantin en Seine-Saint-Denis (93), cette gamme inaugurait un châssis monocoque au volumineux réservoir en rupture avec les vélos motorisés de la famille AV3 produits jusque-là. C'était une innovation importante permettant de moderniser l'image du cyclomoteur, en lui donnant son allure définitive. Cette technique permettait surtout d'améliorer l'industrialisation en grande série, les emboutis étant moins consommateurs en temps que les tubes coupés, cintrés et brasés de l'ancienne génération, une fois l'investissement des presses rentabilisé. Ce fut aussi le point de départ de toute une génération de cyclomoteurs, dont des millions d'exemplaires furent produits et dont de grandes quantités sont encore en service, en particulier dans certains pays d'Afrique.
Toutes disposaient d'un embrayage automatique "Dimoby" et, selon les versions, d'un variateur Mobymatic. Le réservoir était embouti dans la partie avant du cadre et de grande capacité pour un 50 cm3.
La famille des AV7x évoluera en AV87 puis AV65-AV68 et AV85-AV88 à suspension intégrale qui reprennent la partie avant des AV7x ainsi que les mécaniques.
Cette famille fut également commercialisée sous la marque Motoconfort avec de très petites variations sous le nom AU7x.

## Versions
Les AV7x furent produites en deux séries de 1956 à 1963, puis 1963 à 1968. En 1963, une importante refonte esthétique modifie le phare qui devient rectangulaire et les garde-boue / carters latéraux. En 1960, en parallèle avec une évolution de la gamme, apparaissent sur la première série les caches de fourche en forme de diamant et les enjoliveurs de réservoir chromés sur les versions équipées. La boite à outils intégrée dans le cadre devient ovale.
- AV78 « Super Luxe »[2]. 1956-1960 modèle haut de gamme, suspension intégrale et variateur, caches réservoir chromés, avertisseur sonore, compteur. Remplacé par l'AV88.
- AV75 « Monoluxe »[2] 1957-1960, modèle haut de gamme identique à l'AV78, suspension intégrale mais dépourvue du variateur de vitesse. Remplacé par l'AV85.
- AV76 « Monostandard »[2], 1957-1968 modèle dépouillé, pas de suspension arrière, pas de chromes, pas d'avertisseur électrique, pas de compteur
- AV79 « Mobymatic Super »[2], 1957-1968 modèle identique à l'AV76 mais équipée du variateur de vitesse[3],[4].
- AV77[2] modèle existant aux mines mais dont l'existence réelle n'est pas avérée, équipements haut de gamme des 78 mais sans suspension.
- AV17 « Mobymatic Standard » modèle AV79 dépourvu de suspension avant, mais équipé d'un variateur (modèle peu logique commercialement uniquement en prototype)

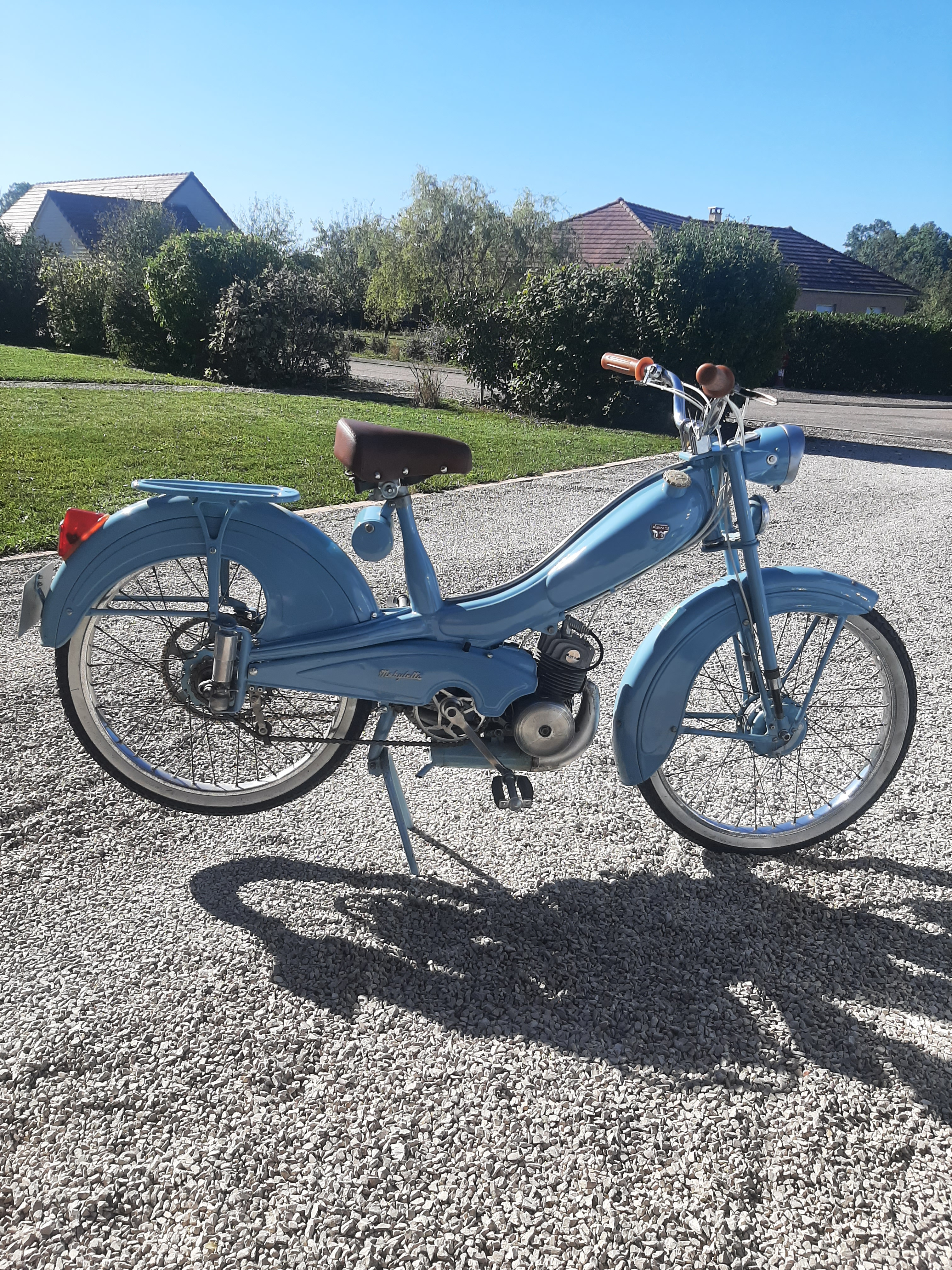
AV78 d'avril 1957

## Technique
- Motorisation 2 temps 49 cm3. Admission AR par la jupe. Puissance 2 chevaux.
- Embrayage centrifuge automatique côté gauche, variateur de vitesse selon les versions.
- Allumage par volant magnétique, rupteurs côté droit.
- Transmission primaire par courroie puis par chaine à la roue arrière.
- Suspension avant par fourche télescopique.
- Suspension arrière (selon version) par coulisseaux verticaux inclinés.